# Логачёв, Александр Иванович
Александр Иванович Логачёв (Логачев) (5 июля 1937 — 28 августа 2010) — советский хоккеист, защитник. Мастер спорта СССР (1961).

## Биография
Воспитанник московского хоккея.
В чемпионате СССР провёл восемь сезонов в составе команд «Спартак» Москва (1958/59 — 1960/61), «Даугава» Рига (1961/62), «Крылья Советов» (1962/63 — 1965/66). Во второй группе класса «А» играл за команды «Даугава» / «Динамо» Рига (1966/67 — 1967/68) и «Торпедо» Усть-Каменогорск (1968/69).
Скончался 20 августа 2010 года. Похоронен на Новолужинском кладбище (Химки).